# Гевеке Павло Павлович
Павло Павлович Гевеке (*16 червня 1908 — †2006) — український скульптор.

## Творча біографія
Входить в Єдиний художній рейтинг .

Пам'ятник Гевеке 1987 р. в м. Селідове.

Створив ряд скульптур і пам'яток Донецька:
- Пам'ятник Богдану Хмельницькому, копія встановлена в Українську
- Дві парних скульптури біля будівлі ДонВУГІ: жінка, яка уособлює науку (в даний час зруйнована) і чоловік-шахтар (спільно з Наумом Абрамовичем Гінзбургом [2])
- Горельєфи на фасаді будівлі ДонВУГІ (спільно з Наумом Абрамовичем Гінзбургом [2])
- Горельєфи на фасаді будівлі бібліотеки імені Крупської (спільно з Наумом Абрамовичем Гінзбургом [2])

Перші роботи після війни були встановлені в ЦУМі м.Києва на Італійські мотиви.
Також створив ряд скульптур і пам'ятників в інших містах:
- Монумент «Піонерам освоєння вугільного комбайна» Донбас у Торезі
- Меморіал загиблим воїнам в Старобешеві
- Два пам'ятники запорізьким козакам у Селидовому
- Проект пам'ятника козаку Морозенко на Савур-Могилі [3]